# 上海市培明中学

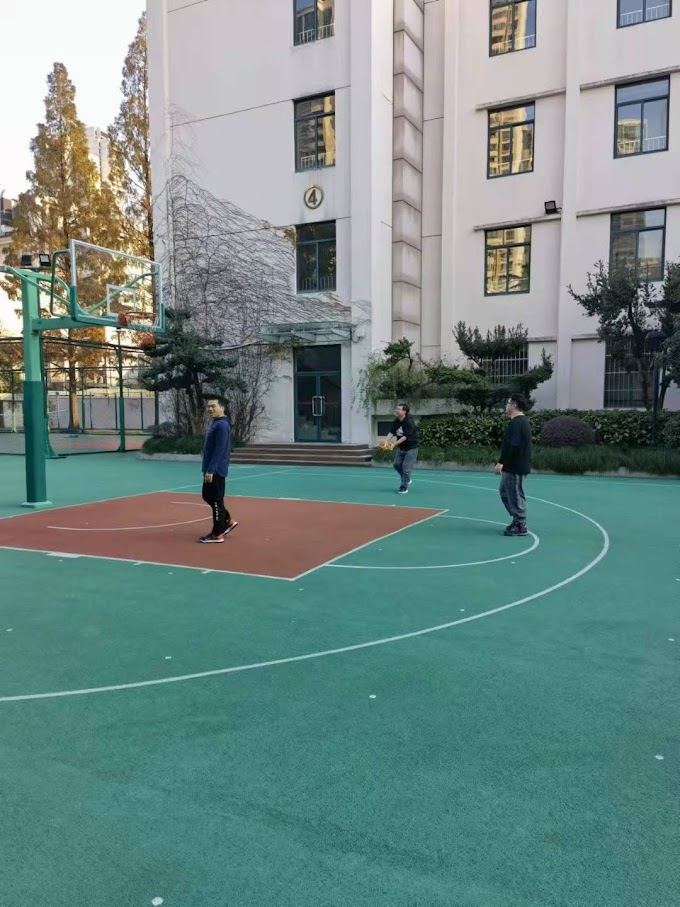
培明中學

上海市培明中学是位於中華人民共和國上海市靜安區新閘路的一所公辦初級中學，占地16亩，建筑面积14281平方米。

## 歷史
1925年，许君衡在麦根路（恒丰路桥以东）创办私立培明女子学校。1929年起，学校曾多次搬迁，直至1936年，学校迁入新闸路1607号的南园。1936年8月，胡乔木、罗叔章、雍文涛等人先后来培明女中，以教师身份發展中國共產黨党员，建立了培明女中中共地下党支部。1937年淞沪會戰爆发，培明女中暂迁南阳路上课。同年7月，胡乔木离开培明女中前往延安。同年10月，中國共產黨創辦上海学生救亡协会。1940年，上海学生救亡协会在培明女中各班级发展成員。1940年3月30日，学校的秘书主任吴某希望校方前往汪精衛政權的教育局办理登记。學校中共党支部通过学生会印发《告全校同学家长书》，并由学生会主席庄珍佩向校长递交要求驱逐吴某的请愿书，最终校方没有前往汪精衛政權的教育局办理登记。1945年抗日战争結束后，培明女中又迁回南园。1947年五二〇运动发生後，培明女中的中共党组织鼓動全校學生罢课，該校學生隨後在路邊发放反中國國民黨的传单。1956年，學校由私立学校改为公立培明女中，成为一所完全中学。1969年8月改名培明中学，男、女兼收。